# Coral Sant Jordi
La Coral Sant Jordi és una coral catalana creada l'any 1947 a partir d'un grup d'amics animats per Oriol Martorell, que des de l'inici va encapçalar no només una manera personal d'entendre i interpretar la música, sinó també una determinada projecció social del fet musical, vinculada i compromesa amb el moment històric del país. La seva aportació va ser essencial: ell va ser l'ànima i el dinamitzador d'una línia coral en plena vigència que pot entendre's a partir de les seves pròpies paraules: «(…) ho hem volgut cantar tot. Des de melodies medievals gregorianes o el Llibre vermell de Montserrat fins a música de jazz, sense oblidar els grans músics de tots els temps.»
Amb aquest esperit eclèctic, combinat amb un compromís amb la música catalana, la Coral ha realitzat una llarga activitat musical, que ja compta amb més de 1.700 concerts interpretats a Catalunya, a l'Estat espanyol i en altres països europeus, i que l'ha dut a col·laborar amb directors i compositors de prestigi com ara Sergiu Celibidache, Eduard Toldrà, Hermann Scherchen, Duke Ellington, Antoni Ros Marbà, Michel Corboz, Sergiu Comissiona, Edmon Colomer, László Heltay, Lawrence Foster i Lluís Llach, entre d'altres.
Després de dècades d'activitat ininterrompuda, des d'aquella primera actuació pública celebrada a Rubí el 30 de novembre de 1947 encara amb el nom de Schola Sant Jordi, l'agrupació continua fidel a la seva orientació inicial de transmetre el patrimoni de la música coral amb el màxim de rigor tècnic i artístic a un públic el més ampli possible. Projectada al futur des de l'experiència, manté viva la il·lusió per superar els reptes que planteja el panorama actual del cant coral, amb una exigència constant per millorar el procés musical en tots els aspectes.
A partir de l'any 2000, el seu director titular fou Lluís Vila i Casañas fins al setembre de 2016, que el rellevà Oriol Castanyer.
La Coral assaja a l'oratori annex a l'església de Sant Felip Neri de Barcelona.

## Família Sant Jordi
Coral Sant Jordi
- Creació: Oriol Martorell, 1947
- Director actual: Oriol Castanyer

Cor infantil l'Esquitx
- Creació: Dolors Bonal i Maria Martorell, 1962
- Directors actuals: Laia Nieto, Júlia Olivés i Emma Prims

Cor infantil l'Espurna
- Creació: Teresa Giménez, 1966
- Directors actuals: Laia de las Heras, Mon Monfort, Toni Gálvez i Ariadna de Casacuberta

Cor Jove
- Creació: Abel Castilla, 2006
- Director actual: Abel Castilla

Coral Ponent